# Automa cavaliere

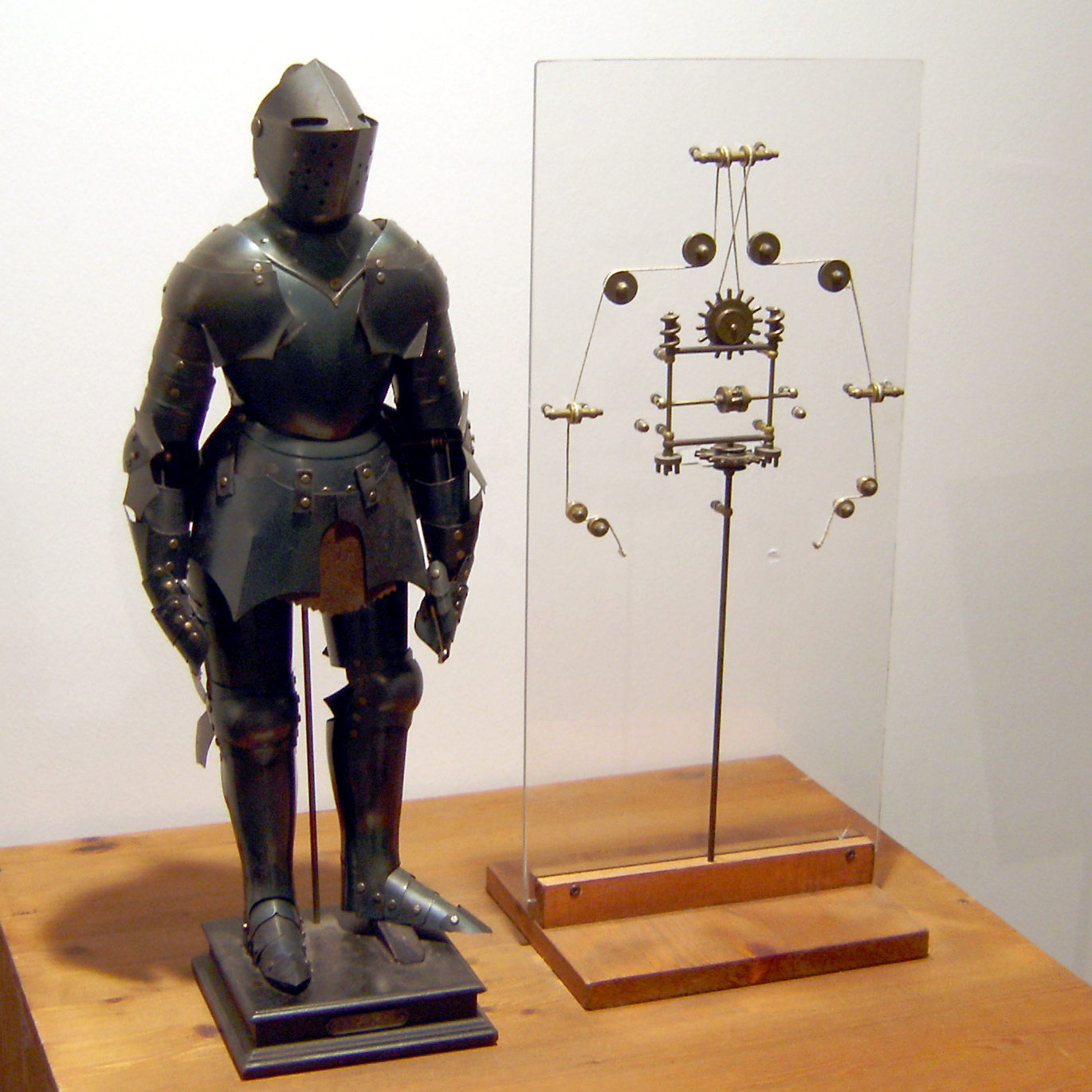
Modello dell'automa cavaliere di Leonardo e (a fianco) i suoi meccanismi interni (esposizione Leonardo da Vinci. Mensch - Erfinder - Genie, Berlino 2005)

L'automa cavaliere (a volte chiamato anche robot di Leonardo) è un automa meccanico umanoide progettato da Leonardo da Vinci intorno al 1495; era stato probabilmente previsto per animare una delle feste alla corte sforzesca di Milano, tuttavia non è dato sapere se fu mai realizzato.

## Caratteristiche
Negli appunti riscoperti negli anni cinquanta nel Codice Atlantico e in piccoli taccuini tascabili databili intorno al 1495-1497 si trovano disegni dettagliati per un cavaliere meccanico, vestito di un'armatura del tardo XV secolo in stile italo-tedesco, che per lo studioso Rosheim appare capace di effettuare diversi movimenti analoghi a quelli umani: alzarsi in piedi, agitare le braccia e muovere la testa e la mascella in modo anatomicamente corretto, pare emettendo suoni dalla bocca grazie ad un sofisticato meccanismo di percussioni collocato all'altezza del petto.
L'automa di Leonardo, che per Rosheim era il frutto delle ricerche precedenti compiute nei campi dell'anatomia e della cinetica, così come si trovano registrati nel Codice Huygens, rispettava il canone delle proporzioni dell'Uomo vitruviano. All'interno era costruito in legno, con elementi in pelle e metallo, ed azionato da un sistema di cavi, a simulare tendini e muscoli, e un sistema di manovelle esterno al corpo meccanico per muovere le gambe. L'armatura presente nei disegni è del 1480 con elmo tipo barbuta. Le braccia, secondo Rosheim, per la loro articolazione non potevano che muoversi all'unisono.
Questa descrizione è stata recentemente ridiscussa e indagata sulla base di nuovi presupposti teorici. Non è stato facile arrivare a una descrizione lineare del robot dato che ogni singolo disegno di componente è decontestualizzato sul foglio e Leonardo non ha reso visivamente evidente i collegamenti tra i vari pezzi: per esempio, è per questo che i modellini precedenti al 2007 includevano anche un meccanismo inserito nella pancia del robot che a studi successivi si è rivelato essere invece un orologio, che lo stesso Leonardo descrive poi nel Codice di Madrid I a pagina 157v.

## Studi e ricostruzioni
A partire dagli anni novanta sono stati fatti vari studi e ipotesi sul robot di Leonardo e il suo funzionamento.
Un primo tentativo di ricostruzione dell'automa cavaliere fu avviato nel 1996 da Mark Rosheim, un esperto di robotica americano nel 1996, con uno studio e una successiva collaborazione con il Museo Galileo di Firenze, che dedicò all'automa una sezione della mostra "Gli ingegneri del Rinascimento. Da Brunelleschi a Leonardo da Vinci". Nel 2002 la BBC, per un documentario, fece realizzare a Rosheim un modello reale completo. In seguito numerosi musei si sono dotati di un modellino dell'automa leonardesco.

## Altri automi
Leonardo potrebbe aver progettato anche altri automi: a lui sono stati attribuiti cavalieri meccanici e una sorta di automobile-robot, a volte per via di errori di interpretazione. È stato ipotizzato (secondo voci raccolte da Vasari, Lomazzo e Buonarroti) che Leonardo abbia anche lavorato ad un automa a forma di leone, di cui però non esiste alcuna testimonianza diretta.